# Yunnanilus obtusirostris
Yunnanilus obtusirostris är en fiskart som beskrevs av Yang, 1995. Yunnanilus obtusirostris ingår i släktet Yunnanilus och familjen grönlingsfiskar. Inga underarter finns listade i Catalogue of Life.